# Plabennec
Plabennec (bretonsko Plabenneg) je naselje in občina v severozahodnem francoskem departmaju Finistère regije Bretanje. Naselje je leta 2014 imelo 8.297 prebivalcev.

## Geografija
Kraj leži v pokrajini Pays de Léon 15 km severovzhodno od Bresta.

## Uprava
Plabennec je sedež istoimenskega kantona, v katerega so poleg njegove vključene še občine Bourg-Blanc / ar Vourc'h-Wenn, Coat-Méal / Koz-Meal, Le Drennec / An Dreneg, Kernilis / Kerniliz, Kersaint-Plabennec / Kersent-Plabenneg, Lanarvily / Lannarvili, Loc-Brévalaire / Loprevaler in Plouvien z 18.154 prebivalci.
Kanton Plabennec je sestavni del okrožja Brest.

## Zanimivosti
- cerkev sv. Tenenana iz 18. stoletja,
- spomenik mrtvim v prvi svetovni vojni.

## Pobratena mesta
- Waltenhofen (Bavarska, Nemčija);